# Ethmia vulcanica
Ethmia vulcanica is een vlinder uit de familie grasmineermotten (Elachistidae). De wetenschappelijke naam van deze soort is voor het eerst geldig gepubliceerd in 2004 door Kun.
De soort komt voor in tropisch Afrika.